# Malatina
Malatina (szlovákul Malatiná) község Szlovákiában, a Zsolnai kerület Alsókubini járásában.

## Fekvése
Alsókubintól 12 km-re délkeletre fekszik.

## Története
Először 1313-ban említi oklevél „Malocharyta” néven. A falu a 14. század elején keletkezett a Liptóból Árvába vezető út mentén, a liptói óvár jobbágyfalujaként. Később a vlach jog alapján telepítették, ez a rész az árvai uradalomhoz tartozott. Magas fekvése miatt sok fagyos évet kellett elszenvednie, lakosságát az éhség tizedelte. 1626-ban 200 lakosa volt.
A 18. század végén Vályi András így ír róla: „MALATINA. Tót falu Árva Várm. földes Ura a’ K. Kamara, fekszik Sz. Annához közel, mellynek filiája, határja közép termékenységű, réttye, legelője meg lehetős.”
A 19. század elején vasércet is bányásztak itt, a bánya 1805-ben nyílt meg.
Fényes Elek 1851-ben kiadott geográfiai szótárában így ír a faluról: „Malatina, tót falu, Árva vmegyében, Liptó vármegye szélén: 706 kath., 7 zsidó lak. Kath. paroch. templom. 59 2/3 sessio. Vasbányák. Vizimalmok. Sovány föld. F. u. az árvai uradalom, s 1/6 a Kubinyi csal. Ut. p. Rosenberg.”
A 20. század elején nevét „Mecsefölde”-re magyarosították, de ez nem bizonyult maradandónak. A trianoni diktátumig Árva vármegye Alsókubini járásához tartozott.

## Népessége
| Év:            | 1994. | 2004.   | 2014.   | 2024.   |
| -------------- | ----- | ------- | ------- | ------- |
| Emberek száma: | 855   | 824     | 815     | 819     |
| Eltérés:       |       | -3,62 % | -1,09 % | +0,49 % |

| Év:            | 2023. | 2024.   |
| -------------- | ----- | ------- |
| Emberek száma: | 820   | 819     |
| Eltérés:       |       | -0,12 % |

1910-ben 754, túlnyomórészt szlovák anyanyelvű lakosa volt.
2001-ben 839 lakosából 837 szlovák volt.
2011-ben 837 lakosából 832 szlovák volt.
| Lakosok száma | 822  | 834  | 819  |
|               | 2017 | 2021 | 2024 |

## Nevezetességei
- A Mindenszenteknek szentelt római katolikus plébániatemploma 1804-ben épült klasszicista stílusban. Harangját 1670-ben öntötték.
- A templom előtt álló Nepomuki Szent János szobor 1811-ben készült.

## Külső hivatkozások
- Hivatalos oldal
- Községinfó
- Szlovákia térképén
- A község az Árvai régió honlapján
- Malatina a régió információs oldalán
- E-obce.sk Archiválva 2008. szeptember 20-i dátummal a Wayback Machine-ben